# Haplanthodes
Haplanthodes, biljni rod iz porodice primogovki smješten u tribus Andrographideae, dio potporodice Acanthoideae. Postoji 4 priznatih vrsta, sve su indijski endemi.

## Opis
Opisan je u Lexicon Generum Phanerogamarum 265. 1903. Rod se razlikuje od srodnih rodova Andrographis i Haplanthus po izrazito dvije žljebaste sjemenke s higroskopnim dlačicama. Peludna zrnca roda su spljoštena ili izduženo sferoidna, izrazito trokutasta, trizonokolporatna s mrežastim ornamentom egzine (vanjski omotač peludnog zrnca ili spore otporan na raspadanje. Obično ima vrlo karakterističan površinski uzorak koji se koristi u palinologiji).

## Vrste
1. Haplanthodes neilgherryensis (Wight) R.B.Majumdar
2. Haplanthodes plumosa (T.Anderson) Panigrahi & G.C.Das
3. Haplanthodes tentaculatus (L.) R.B.Majumdar
4. Haplanthodes verticillatus (Roxb.) R.B.Majumdar

## Sinonimi
- Bremekampia Sreem.; Bull. Bot. Surv. Ind. 6: 323 (1965)
- Haplanthus T.Anderson; J. Linn. Soc., Bot. 9: 445 (1867), nom. illeg.